# Polster-Phlox
Der Polster-Phlox (Phlox subulata), auch Polsterphlox oder Teppich-Phlox genannt, gehört zur Familie der Sperrkrautgewächse (Polemoniaceae). In Gärten und Parks wird die winterharte Pflanze mit den sternförmigen Blüten gern als Bodendecker eingesetzt.

## Vorkommen

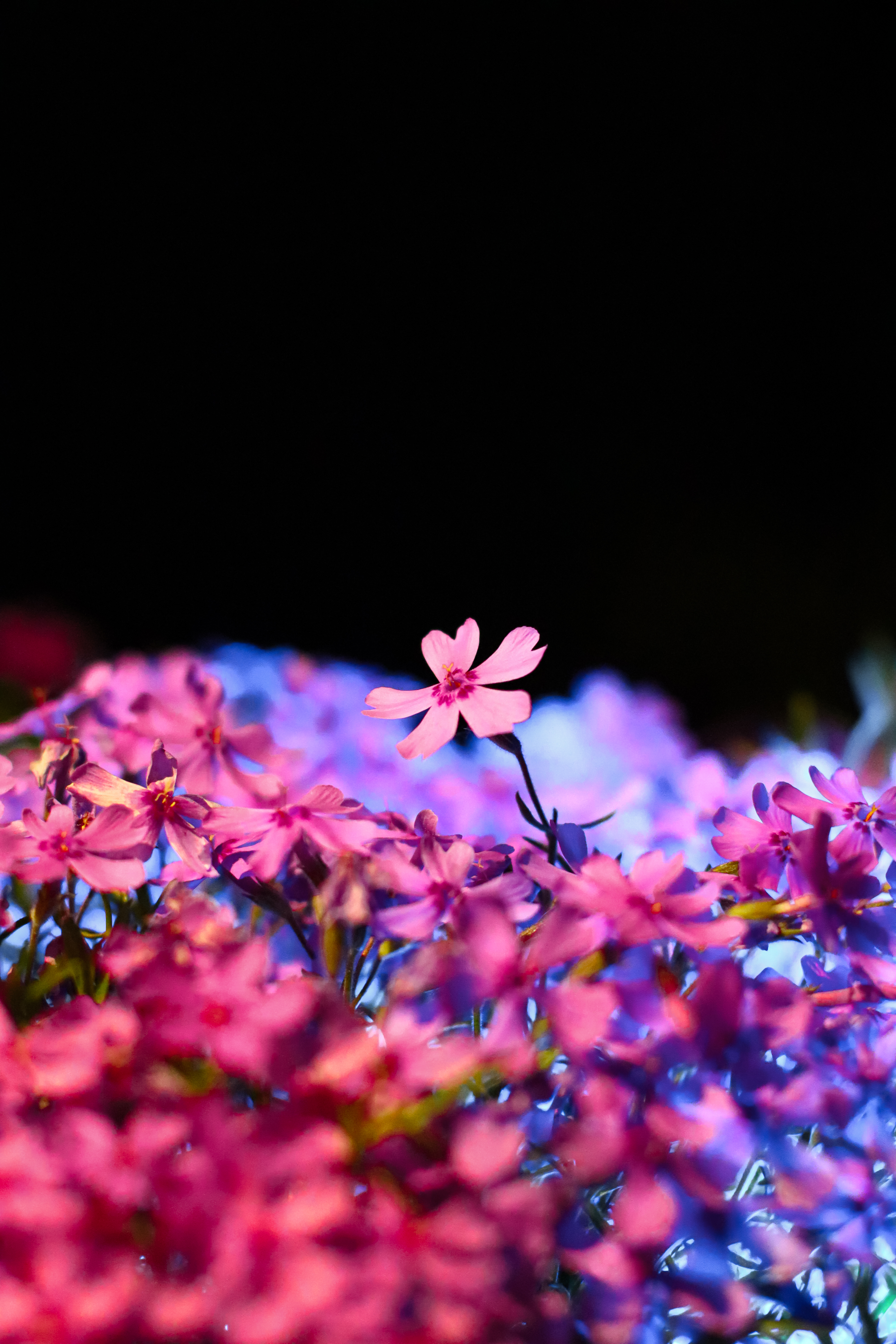
Als Bodendecker kommt der Polster-Phlox sowohl in der Gartengestaltung als auch in Parks und in der Grabgestaltung zum Einsatz

Der Polster-Phlox ist in den nordöstlichen Bundesstaaten der USA beheimatet, wo er an Waldrändern und auf humusarmen Ödlandflächen endemisch ist. In Mitteleuropa wird er als frostharte Staude in Gärten und Parks kultiviert. Der Polsterphlox ist anspruchslos und wächst auf sandigen Böden, wobei sonnige und halbschattige Stellen bevorzugt werden.

## Beschreibung
Der Polster-Phlox ist eine krautige Pflanze und bildet dichte Polster aus stehenden Einzeltrieben. Die Wuchshöhen können 10 bis 15 Zentimetern erreichen, während eine Wuchsbreite von 20 bis 30 Zentimeter erreicht wird. Die nadelblättrigen Pflanzen sind flachwüchsig und polsterbildend, wobei auch Ausläufer üblich sind, die dichte Teppiche bilden. Die alpine Staudenpflanze gilt als anspruchslos und unkompliziert und blüht von April bis Juni. Mittlerweile gibt es viele Zuchtformen, so dass die Blütenfarbe der ungefüllten Doldentrauben von Weiß, über Helllila und Rosa, bis hin zu Karminrot, Purpurrot oder hellem Lavendelblau reichen. Von den endständigen, etwa 2,5 Zentimeter großen Blüten werden viele Bienen und andere Insekten angelockt. Dabei beeinflusst ein vollsonniger Standort die Blütenfülle positiv, die im Halbschatten etwas karger ausfällt. Für ein gutes Gedeihen sollte außerdem Staunässe vermieden werden.
Die Chromosomenzahl beträgt 2n = 14.
Die Blüten können einen ähnlichen Geruch wie Marihuana haben.

## Zier- und Nutzwert
Als Bodendecker wird die winterharte Pflanze in der Gartengestaltung als Zierpflanze eingesetzt, wobei sie sich auch zur Bepflanzung von Trockenmauern und Pflanzgefäßen eignet. Die Staudenpflanze bildet Nektar aus und dient somit verschiedenen Insekten als Futterpflanze.
Ein weiterer Einsatzort ist, neben Parks, auch in der Grabbepflanzung, wo Friedhofsgärtnereien farbig blühenden Teppichphlox als Dauerbepflanzung anbieten.